# Kipiaczka
Kipiaczka (ukr. Кип'ячка) – wieś na Ukrainie w rejonie tarnopolskim należącym do obwodu tarnopolskiego.

## Urodzeni
- Kyryło Studynśkyj